# Thợ sửa điện
Thợ sửa điện là một cá nhân có tay nghề và kinh nghiệm trong lĩnh vực điện dân dụng hoặc điện công nghiệp, nhận đảm nhận các công việc liên quan đến hệ thống điện như: sửa chữa các sự cố, khắc phục các sai sót kỹ thuật điện.

## Thợ sửa điện dân dụng và công nghiệp

### Thợ sửa điện dân dụng
Thợ sửa điện dân dụng là thợ sửa điện làm các công việc sửa chữa điện tại gia đình, văn phòng như sửa bóng đèn điện, sửa chập cháy điện, sửa ổ cắm điện...

### Thợ sửa điện công nghiệp
Thợ sửa điện công ngiệp là thợ sửa điện làm các công việc sửa chữa điện tại các nhà xưởng, khu công nghiệp, hệ thống máy móc công nghiệp như: sửa hệ thống điện dây chuyền sản xuất, sửa hệ thống các tủ điện công nghiệp...

## An Toàn
Ngoài các rủi ro thường gặp trong ngành công nghiệp, thợ điện đặc biệt dễ bị thương do điện. Họ có thể gặp điện giật khi tiếp xúc trực tiếp với dây dẫn dẫn điện. Hồ quang điện khiến mắt và da tiếp xúc với lượng nhiệt và ánh sáng nguy hiểm. Thiết bị đóng cắt bị lỗi có thể gây ra sự cố phóng điện hồ quang dẫn đến nổ.
Thợ điện được đào tạo để làm việc an toàn và áp dụng nhiều biện pháp để giảm nguy cơ thương tích. Quy trình tắt và đánh dấu được thực hiện để đảm bảo mạch điện đã được ngắt trước khi làm việc. Giới hạn tiếp cận với thiết bị dẫn điện giúp bảo vệ khỏi nguy cơ cháy nổ; quần áo chống cháy được thiết kế để cung cấp bảo vệ bổ sung; kẹp và xích đất được sử dụng trên dây dẫn để đảm bảo chúng không còn dẫn điện.
Trang thiết bị bảo hộ cá nhân cung cấp cách điện và bảo vệ khỏi va đập; găng tay có lớp cao su cách điện, và giày đá làm việc cùng mũ bảo hộ được đánh giá để cung cấp bảo vệ khỏi điện giật. Trong trường hợp không thể tắt nguồn điện, sẽ sử dụng công cụ cách điện; thậm chí các dây truyền tải điện áp cao cũng có thể được sửa chữa khi còn năng lượng, khi cần.
Công nhân điện, bao gồm thợ điện chiếm 34% tổng số vụ điện giật trong ngành xây dựng tại Hoa Kỳ từ năm 1992 đến năm 2003.